# Université de San Pedro Sula
L’Université de San Pedro Sula (USAP) est un établissement privé d’enseignement supérieur situé à San Pedro Sula, au Honduras. Fondée le 15 novembre 1977, elle a commencé ses activités académiques le 1er décembre 1977. Elle est considérée comme la première université privée du Honduras, créée par un groupe d’entrepreneurs dirigé par Jorge Emilio Jaar. Depuis sa création, l’USAP a développé une offre académique diversifiée, mettant l’accent sur l’ingénierie, les sciences de gestion et les technologies de l’information, s’imposant comme l’une des universités les plus reconnues du pays.

## Programmes académiques

### Premier cycle
- Architecture – STEM
- Génie agronomique administratif – STEM
- Licence en administration des affaires
- Licence en finance et banque
- Licence en gestion stratégique des ressources humaines
- Licence en entrepreneuriat et gestion des affaires
- Licence en ingénierie commerciale – STEM
- Licence en communication et publicité
- Génie industriel – STEM
- Génie des opérations et de la logistique – STEM
- Génie en gestion industrielle et des processus – STEM
- Génie industriel et des systèmes – STEM
- Génie en électronique – STEM
- Licence en droit
- Licence en design graphique
- Génie en animation et design numérique
- Licence en marketing
- Marketing et design numérique
- Marketing et médias numériques
- Licence en gestion du tourisme
- Génie en data analytics et intelligence économique – STEM
- Génie en technologies informatiques – STEM
- Génie des technologies de l’information et de la communication – STEM
- Génie en développement d'applications – STEM
- Licence en informatique administrative – STEM
- Licence en gestion des technologies de l'information – STEM
- Licence en e-business – STEM

### Programmes techniques
- Technicien en gestion de la production
- Technicien en design graphique
- Technicien en gestion des ventes
- Technicien en tourisme
- Technicien en big data – STEM

### Masters et spécialisations
- Master en administration industrielle – STEM
- Master en droit procédural civil
- Master en gestion des entreprises
- Spécialisation professionnelle en data science et business analytics – STEM

## Projets et initiatives

### Énergie solaire
L’USAP a mis en place un système de production solaire couvrant environ 50 % de sa consommation électrique, contribuant à la réduction des émissions de CO₂.

### Formation en mobilité électrique
En 2024, l’université a lancé un programme de formation en électromobilité avec le soutien d’entreprises du secteur automobile, dans une perspective de durabilité et d’innovation technologique.

### Coopération académique
Depuis 2024, l’USAP s’est jointe à Arizona State University et à CINTANA Education pour renforcer son internationalisation et l’accès à des ressources académiques globales. « Powered by ASU » signifie que l’USAP bénéficie du soutien d’Arizona State University pour enrichir l’expérience académique de ses étudiants à travers des programmes innovants, des options de double diplôme, et une intégration à un réseau mondial d’universités partenaires.